# Anthousai
Anthousai (en grec ancien Ανθούσαι, « Fleuries », de ἄνθος, « fleur ») sont des nymphes des fleurs dans la mythologie grecque. Elles ont été décrites comme ayant des cheveux qui ressemblaient à des fleurs de jacinthe.